# Saint-Rémy-sur-Avre
Saint-Rémy-sur-Avre är en kommun i departementet Eure-et-Loir i regionen Centre-Val de Loire strax norr om centrala Frankrike. Kommunen ligger i kantonen Brezolles som tillhör arrondissementet Dreux. År 2022 hade Saint-Rémy-sur-Avre 4 065 invånare.

## Befolkningsutveckling
Antalet invånare i kommunen Saint-Rémy-sur-Avre
Referens:INSEE